# Stazione di Fano

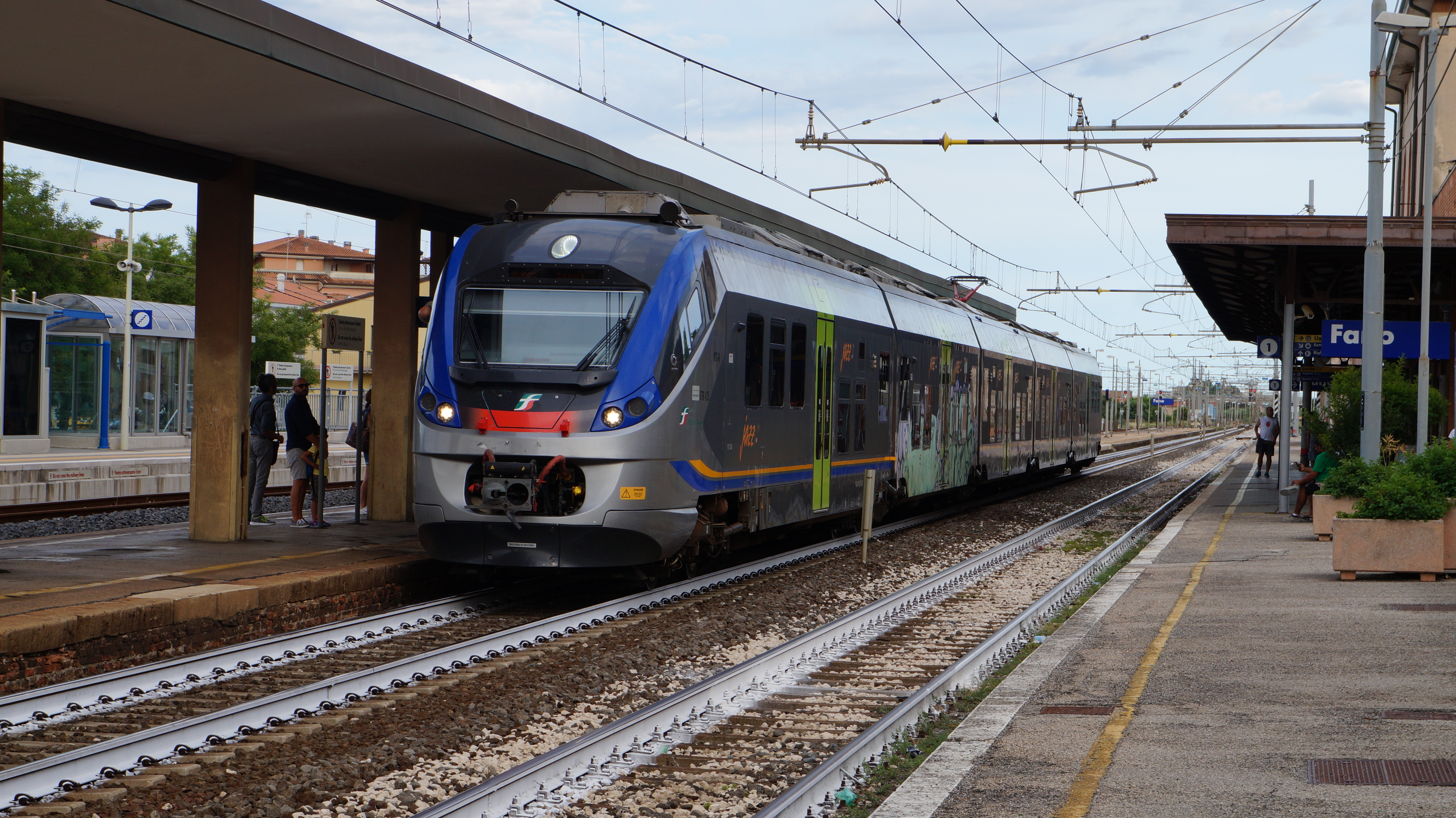
Treno "Jazz", di Trenitalia per il trasporto regionale in arrivo a Fano nell'Estate 2016

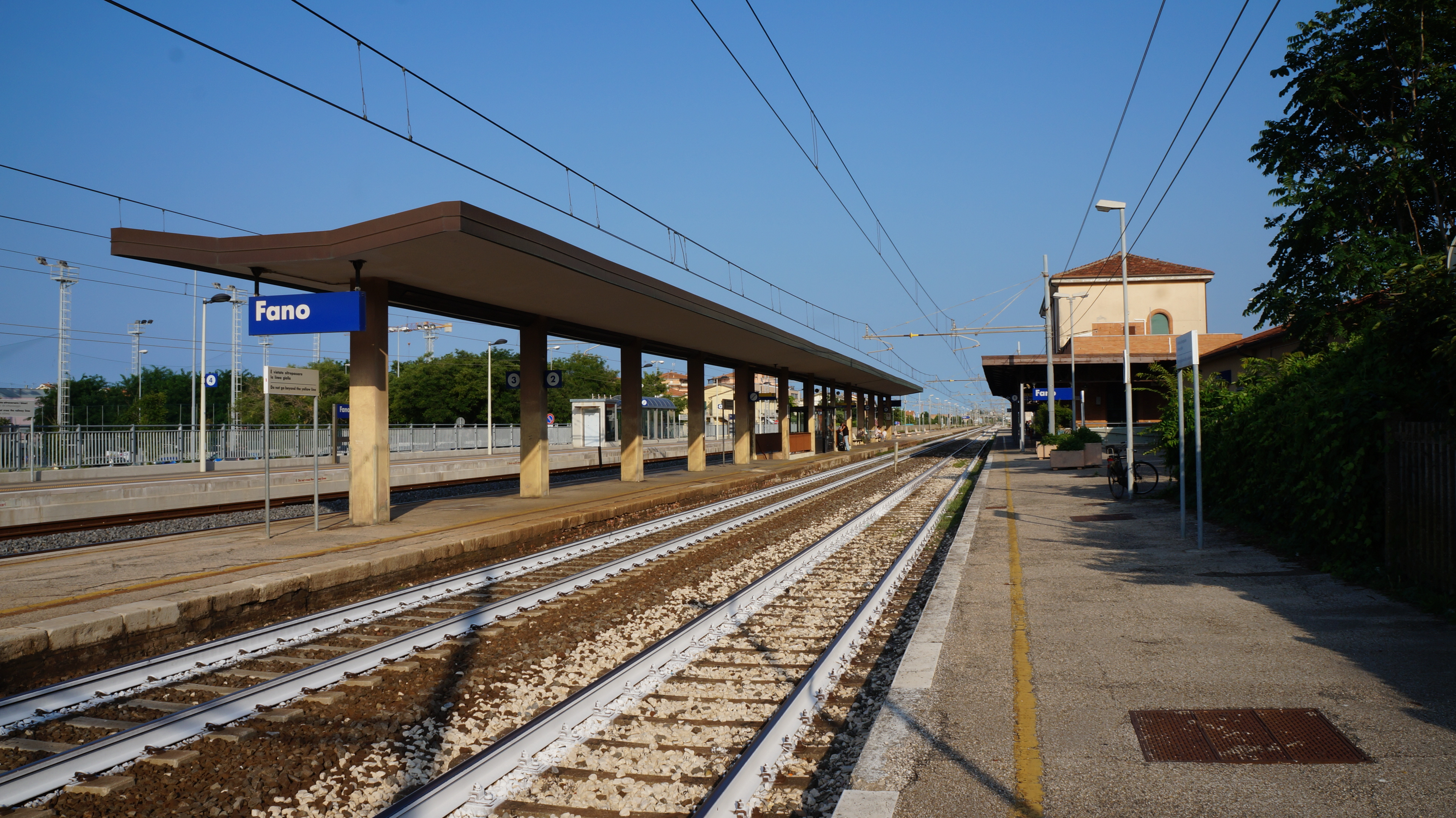
Panoramica dal Binario 1 della stazione di Fano

La stazione di Fano è un’infrastruttura ferroviaria posta sulla linea Bologna-Ancona ubicata nel territorio dell'omonimo comune.
Fino al 1987, la stazione fungeva da capolinea della linea ferroviaria per Urbino dismessa in tale anno.

## Strutture e impianti
L'impianto è gestito da RFI SpA.
Il piazzale binari è dotato di quattro binari dotati di banchina per il servizio viaggiatori, più una serie di tronchini a sud della stazione, utilizzati dalla compagnia Salcef Costruzioni Edili e Ferroviarie.
I binari più utilizzati sono il secondo ed il terzo per la fermata dei treni in direzione nord-sud, mentre il primo binario ha perso la sua funzione di capolinea dei treni della linea per Urbino. Il quarto binario, di più recente attivazione e l'unico dotato di ascensore, è usato principalmente come binario di deviazione.
A settembre 2024 sono stati avviati lavori di riqualificazione che coinvolgeranno, in primo luogo, il fabbricato viaggiatori e, successivamente, il piazzale binari. La stazione di Fano è stata inserita nel Piano Integrato Stazioni di RFI che prevede, tra le altre cose, l'adeguamento della fermata alle normative STI-PRM.

## Servizi
La stazione, che RFI classifica nella categoria silver, dispone di:
- Biglietteria a sportello
- Biglietteria automatica
- Sala d'attesa
- Servizi igienici
- Bar

## Interscambi
- Stazione taxi
- Fermata autobus